# 周慶華
周慶華（1957年11月10日—），筆名谷暘、谷陽、黎谷，臺灣宜蘭人，臺灣當代學者、詩人。淡江大學文學碩士，中國文化大學文學博士，臺東大學語文教育研究所所長退休。曾任職小學教師、淡江大學中文系講師、國際佛學研究中心助理員、基督書院講師、空中大學講師及副教授等。研究領域包括，文學理論、臺灣文學、文化語言學、宗教學、敘事學、語文教育等，研究之餘同時也創作許多文學作品，尤其以詩歌創作為主。在他的詩集中，有不少一句話式的詩歌，是臺灣寫作自由句的先驅者之一。周慶華研究與創作並行，著作等身，曾擔任《思與言》雜誌編委，並曾獲聯合報小說獎、教育廳教師節徵文獎等獎項。

## 作品

### 詩集
1. 《蕪情》
2. 《七行詩》
3. 《未來世界》
4. 《我沒有話要說——給成人看的童詩》
5. 《又有詩》
6. 《又見東北季風》
7. 《剪出一段旅程》
8. 《新福爾摩沙組詩》
9. 《銀色小調》
10. 《飛越抒情帶》
11. 《游牧路線——東海岸愛戀赤字的旅行》
12. 《意象帶你去遨遊》，2012年11月出版，秀威資訊。
13. 《流動偵測站：列車上的吟詩旅人》

### 散文
1. 《追夜》，散文與小說合集

### 學術著作
1. 《詩話摘句批評研究》
2. 《秩序的探索——當代文學論述的省察》
3. 《文學圖繪》
4. 《臺灣當代文學理論》
5. 《語言文化學》
6. 《臺灣文學與「臺灣文學」》
7. 《佛學新視野》
8. 《兒童文學新論》
9. 《新時代的宗教》
10. 《思維與寫作》
11. 《佛教與文學的系譜》
12. 《文苑馳走》
13. 《中國符號學》
14. 《作文指導》
15. 《後宗教學》
16. 《死亡學》
17. 《故事學》
18. 《閱讀社會學》
19. 《後佛學》
20. 《文學理論》
21. 《後臺灣文學》
22. 《創造性寫作教學》
23. 《語文研究法》
24. 《身體權力學》
25. 《靈異學》
26. 《語用符號學》
27. 《紅樓搖夢》
28. 《走訪哲學後花園》
29. 《語文教學方法》
30. 《佛教的文化事業——佛光山個案探討》
31. 《轉傳統為開新——另眼看待漢文化》
32. 《從通識教育到語文教育》
33. 《文學詮釋學》
34. 《反全球化的新語境》
35. 《文學概論》
36. 《語文符號學》
37. 《華語文教學方法論》
38. 《生態災難與靈療》
39. 《文化治療》
40. 《華語文教學》
41. 《微雕人文：歷世與渡化未來的旅程》

## 相關研究
- 賴賢宗〈以哲理入詩的旅程──從周慶華、賴賢宗詩集談起〉（『語言‧傳統』：文學詮釋學的學科條件理論微型研討會，2008年3月）
- 賴賢宗〈以哲理入詩的旅程──評周慶華詩集《剪出一段旅程》〉（《乾坤詩刊》47卷，2008年7月）
- 蔡瑞霖〈點無心起落花——深讀周慶華的詩《新福爾摩沙組詩》〉（周慶華《新福爾摩沙組詩》序，2009年3月）
- 簡齊儒〈狂想無疆界，辛甜心景味〉（周慶華《新福爾摩沙組詩》序，2009年3月）